# ناسكار

شعار ناسكار

الناسكار : تعد سباقات الناسكار من أكثر السباقات أثارة في الولايات المتحدة، وهي عبارة عن مجموعة من السيارات تكون داخل مضمار أو حلبة وتتنافس ما بينها طوال العام بمعدل 36 سباق. هذه الرياضة مشهورة في الولايات المتحدة، بالأضافة إلى وجود سلسلات خاصة بالناسكار في كل من كندا والمكسيك. الناسكار باللغة الأنجليزية تكون Nascar وهي كلمة مختصره عن (National Association for Stock Car Auto Racing)، ولو أخذنا بداية كل كلمة من هذه العبارة ستشكل لنا NASCAR. أما معناها باللغة فهو «الاتحاد القومي لسباقات السيارات القياسية» الذي ينظم سباقاتها في الولايات المتحدة.
تقسم سباقات الناسكار في الولايات المتحدة إلى 3 اقسام رئيسية وهي كأس السبرينت (سابقا كان تدعي بالنيكستل / الوينستون) و اكس فينتي والتي كانت تدعى في الماضي بالنايشين وايد وقبلها بسلسلة بوش أما القسم الأخير لهذه الرياضة تدعى بالكامبينغ ورد / الكرافتس مان وهي أقل شعبية من الأولى والثانية.
وتؤكد الإحصاءات ان أكثر من 75 مليون شخص، أي حوالي ثلث سكان الولايات المتحدة، هم من هواة ناسكار، وتحتل التصنيفات التلفزيونية لمنافساتها الاسبوعية المركز الثاني بعد كرة القدم الاميركية مباشرة.
واللافت ان سباق ناسكار يمتد في بعض الحالات إلى اربع ساعات وتتنافس خلاله سيارات تحمل على هياكلها مجموعة من اللوحات الاعلانية الغنية بالالوان، وتدور على الحلبة البيضوية بسرعة 300 كيلومتر في الساعة، إلا أن هذا ليس كل شيء لان سباقات ناسكار تتعدى كونها مجرد سلسلة من الانعطافات اليسارية، لتفرض نفسها رياضة تتطلب رشاقة ودقة وقدرة هائلة على التحمل.
والجدير ذكره ان الفارق بين السيارات القياسية «التي تستخدم في سباقات ناسكار» والسيارات ذات العجلات المكشوفة، كتلك المعتمدة في سباقات فورمولا واحد، واضح لدى النظر إلى المركبتين.
فالسيارات ذات العجلات المكشوفة ليس لها سقف أو رفرف لانها معدلة وفقا لمواصفات محددة وهي مصممة لبلوغ سرعة مثلى وقيادة استثنائية.
اما سيارات ناسكار فثمثل نماذج معدلة من السيارات العادية مثل دودج وفورد وشيفروليه التي يقودها الكثير من الناس في الحياة العادية، والفارق الوحيد انها عدلت خصيصا للمشاركة في السباقات.
وتعتبر سيارات ناسكار مريحة نوعاً ما بالنسبة إلى السائق، وتتميز بثبات كبير بفضل القوة الضاغطة إلى اسفل، كما أنها كبيرة وثقيلة وتمنح الفرصة امام الجالس خلف مقودها للتمايل بها بشكل فريد.
اما أكثر ما يميز سباق ناسكار بحد ذاته فيتمثل في جواز الاصطدام بالمنافس من دون جزاء، وهي إستراتيجية فريدة خاصة بهذه الرياضة الميكانيكية وغير معهودة في سباقات السيارات ذات العجلات المكشوفة إلا أن الاصطدام ليس مستحبا دائما لان الصادم قد يلحق الضرر بسيارته اولا، لذا يعتبر اللجوء إلى هذا الخيار حلا أخيراً يفرضه أي سائق يعيق طريق اخر.

## تاريخ الناسكار
تعتبر رياضة الناسكار من الرياضات الألية الحديثة فقد تم تأسيسها في 21 (توضيح) فبراير 1948بواسطة بيل فرنسا الذي يعتبر الأب المؤسس لهذه الرياضة باسمها الحالي الناسكار.
وتعود جذور سباقات السيارات القياسية «ناسكار» إلى حقبة عشرينات القرن الماضي عندما منعت الحكومة الفيديرالية المشروبات الكحولية في كل أنحاء البلاد، فلم يكن عندها امام المهربين سوى تعديل سياراتهم من اجل قيادة اسرع تضمن لهم الفرار من قبضة رجال الشرطة.
وكان هؤلاء المهربون يجتمعون ليروا من لديه اسرع سيارة ومن قام بأفضل التعديلات. ومن هنا بدأت «منافسات مساء السبت المنتظمة».
والجدير ذكره ان السباقات انطلقت في جنوبي شرقي الولايات المتحدة، ومع تنامي شعبيتها، بدأ الفائز يحظى بجوائز مالية أكبر لكن القوانين لم تكن ثابتة ولم يكن واضحا ان كان الرابح سيحظى بجائزة مالية لدى عبوره خط النهاية.
وقد حث ذلك بيل فرنسا من فلوريدا على حشد مجموعة من الداعمين الماليين عام 1948 لتشكيل اتحاد ينظم سباقات ناسكار، فأقيم أول سباق في 19 حزيران/يونيو 1949 في ولاية نورث كارولاينا.وقد كان عدد السيارات المشاركة بسباقات الناسكار ما يقارب 39 سيارة منها 29 سيارة أمريكية الصنع وكان هذا في عام 1949 كما كانت معظم السباقات تنظم في النهار إلى ان تم تنظيم أول سباق بتاريخ الناسكار تحت الأضواء الكاشفه كان بتاريخ 26-8-1978 على حلبة برستول.
- ابطال من ذهب

- يعتبر السائق ريتشارد بيتي صاحب أكبر عدد من الفوز بسباقات الناسكار حيث استطاع الفوز بالسلسلة الوينستون 7 (عدد) مرات: أعوام 1964-1967-1971-1972-1975-1979. وقد استطاع الفوز بـ 200 خلال مسيرتة وكان ضمن التوب تين 712 مره بالأضافة إلى انه انطلق بالمركز ألاول (البولز) 123 مرة
- السائق دايل إيرنهارت الاب  أستطاع معادلة رقم ريتشارد بيتي وفاز بالسلسلة 7 مرات أيضا أعوام: 1980 / 1986 / 1987 / 1990 /1991 / 1993 / 1994
- جيمي جونسون استطاع الفوز بسلسلة السبرينت كاب سبع مرات خمسة منها بشكل متتالي ويعتبر هذا الإنجاز الأول من نوعه بتاريخ الناسكار وكانت انتصاراته اعوام 2006-2007-2008-2009-2010-2013-2016

## السجل الذهبي لسنوات الماضية
| السنة | بطل السلسلة   | عدد مرات الفوز                           |
| ----- | ------------- | ---------------------------------------- |
| 2005  | توني ستيوارت  | 2002, 2005, 2011                         |
| 2006  | جيمي جونسون   | 2006, 2007, 2008, 2009, 2010, 2013, 2016 |
| 2007  | جيمي جونسون   | 2006, 2007, 2008, 2009, 2010, 2013, 2016 |
| 2008  | جيمي جونسون   | 2006, 2007, 2008, 2009, 2010, 2013, 2016 |
| 2009  | جيمي جونسون   | 2006, 2007, 2008, 2009, 2010, 2013, 2016 |
| 2010  | جيمي جونسون   | 2006, 2007, 2008, 2009, 2010, 2013, 2016 |
| 2011  | توني ستيوارت  | 2002, 2005, 2011                         |
| 2012  | براد كيسلوسكي | 2012                                     |
| 2013  | جيمي جونسون   | 2006, 2007, 2008, 2009, 2010, 2013, 2016 |
| 2014  | كيفين هارفيك  | 2014                                     |
| 2015  | كايل بوش      | 2015, 2019                               |
| 2016  | جيمي جونسون   | 2006, 2007, 2008, 2009, 2010, 2013, 2016 |
| 2017  | مارتن توريكس  | 2017                                     |
| 2018  | جوي لوجانو    | 2018                                     |
| 2019  | كايل بوش      | 2015, 2019                               |
| 2020  | تشيز اليوت    | 2020                                     |
| 2021  | كال لارسون    | 2021                                     |
| 2022  | جوي لوجانو    | 2018, 2022                               |
| 2023  | راين بلاني    | 2023                                     |

## وسائل الاعلام والبث التلفزيوني لهذه السباقات
تلعب عقود البث التلفزيوني التي تبرمها ناسكار دورا جوهريا في ادخال السباقات إلى منازل الناس من كل الزوايا الممكنة، إذ يمكن للمشاهد ان يشترك في خدمة الكاميرات المثبتة داخل السيارات والتي تمنحه سبع قنوات تصور مقاعد سبعة سائقين مختلفين بحيث يتمكن من متابعة وسماع كل ما يفعله المتسابقون طيلة عمر السباق.
وثمة مواقع إلكترونية تتيح للمستخدم مراقبة سائقه المفضل لحظة بلحظة خلال السباق ومن مختلف الزوايا الممكنة. كما أن شبكات الإذاعة تبث عبر الاقمار الصناعية الحوارات الدائرة عبر أجهزة لاسلكية بين السائقين واطقم الصيانة في محطات التوقف.
وهناك بعض المحطات الأمريكية والتي تقوم بنقل هذه السباقات مثل إي إس بي إن وFOX Sportو قناة إن بي سي سبورتس بالإضافة اللى وجود قنوات أخرى مثل القناة الفرنسية AB moteurs .

## تقسم سباقات الناسكار إلى 3 فئات رئيسية بالولايات المتحدة
- سلسلة كاب سيريز (وهي 41 سباق خلال الموسم)
- سلسلة أكس فينتي (وهي 33 سباق خلال الموسم)
- سلسلة كرافست مان (وهي 23 سباق خلال الموسم)

## أنواع السيارات المشاركة
تعد سيارة الشفرولية من أكثر السيارات المشاركة بهذا السباق واكثرها أيضا تحقيقا للانتصارات وخصوصا ان ابطال اللعبة هم من سائقي الشفرولية أمثال جيف جوردان / جيمي جونسون / دايل إيرنهارت الأبن، وكذلك هناك سيارة الفورد وهي من السيارات المنافسة بهذه السباقات كون ان بعض أبطال الناسكار يقودون الفورد وابرزهم كارل إدواردز رقم 99 و ماكدويل التي تحمل سيارته رقم 34 بالأضافة إلى سيارات تويوتا المشتركة حديثا في عالم الناسكار والتي حققت أنجازات عديدة رغم قصر عمرها بالناسكار وخصوصا من قبل سائقها المميزي كيلي بوش / توني ستيوارت.السيارة الأخيرة وهي الدودج والتي لم تفعل الكثير مقارنة بالسيارات الأخرى
- ملاحظة : بعض السائقين ينتقلون من فريق إلى فريق اخر لهذا ربما يحدث تغيير على نوع سيارته.

الفرق المشاركة في كأس الناسكار 

## نظام التأهل للسباقات الرسمية
قبل السباق الرسمي بأيام تتم التمارين على نفس الحلبة التي سيقام بها السباق وهي تمارين حرة بالأضافة إلى التمارين تأهيلية وهذه الأخيرة من تحدد المنطلق الأول للسباق الرسمي (البولز) وتتم التمارين التأهيلة من خلال انطلاق السائق داخل الحلبة وحده (أي كل سائق على حذا) حيث يدور حول الحلبة للفتين أو أكثر ومن ثم يتم أحتساب اسرع لفه إلى ان يتم تأهل أفضل 43 سيارة إلى السباق الرسمي.
مع بداية موسم 2014 تم التعديل على نظام الناهل لسباقات الرسمية وذلك حسب حجم المسار أو الحلبة وبإمكانكم مطالعة هذا الموضوع لمعرفة أهم التعديلات...
# حصريا: مجموعة من التعديلات على نظام التأهل في السباقات المنتظمة في الناسكار ~

## نظام التنقيط والنقاط الأضافية قبل عام 2011
طريقة التوزيع السابقة للنقاط بعد الأنتهاء من السباق كالتالي
- يحصل الأول على 185 نقطة
- الثاني =170
- الثالث =165
- الرابع =160

وهكذا إلى ان يحصل صاحب المركز الأخير وهو المركز 43 على 34 نقطة واليكم وصلة خارجية تعطيكم توزيع النقاط بالكامل 
أو الجدول التالي والذي يبين المراكز والنقاط وهو المعتمد حاليا
| المركز | النقاط |
| 1      | 43     |
| 2      | 42     |
| 3      | 41     |
| 4      | 40     |
| 5      | 39     |
| 6      | 38     |
| 7      | 37     |
| 8      | 36     |
| 9      | 35     |
| 10     | 34     |
| 11     | 33     |
| 12     | 32     |
| 13     | 31     |
| 14     | 30     |
| 15     | 29     |
| 16     | 28     |
| 17     | 27     |
| 18     | 26     |
| 19     | 25     |
| 20     | 24     |
| 21     | 23     |
| 22     | 22     |
| 23     | 21     |
| 24     | 20     |
| 25     | 19     |
| 26     | 18     |
| 27     | 17     |
| 28     | 16     |
| 29     | 15     |
| 30     | 14     |
| 31     | 13     |
| 32     | 12     |
| 33     | 11     |
| 34     | 10     |
| 35     | 9      |
| 36     | 8      |
| 37     | 7      |
| 38     | 6      |
| 39     | 5      |
| 40     | 4      |
| 41     | 3      |
| 42     | 2      |
| 43     | 1      |
| ------ | ------ |

- كيفية احتساب النقاط الأضافية قبل عام 2011
- إذا تصدر السائق السباق ولو لفه واحده يحصل على 5 نقاط
- صاحب أكبر عدد من تصدر اللفات يحصل على 5 نقاط أخرى أضافية (أي يحصل 10..5 لانه تصدر أي لفه و5 أخرى لانه صاحب أكبر عدد من لفات التصدر)

## نظام التنقيط والنقاط الأضافية الحديث لعام 2011
| النظام الجديد لنقاط والنقاط الاضافية وطريقة التأهل إلى البلاي اوف |
| ----------------------------------------------------------------- |
| [[ صورة توضيحية لمعرفة توزيع النقاط حسب المركز]]                  |

ولكن في عام 2011 اعلنت اللجنة المنظمة لسباقات الناسكار عن جملة من التعديلات الكبيرة ومن ضمنها التعديل الحاصل على نظام النقاط حيث ان الفائز بالسباق يحصل على 43 نقطة بالإضافة إلى 3 نقاط اضافية، ولمن يتصدر أي لفة يحصل على نقطة واحده اضافية، وصاحب أكبر عدد من اللفات يحصل على نقطة اضافية، من التعديلات أيضا طريقة التأهل إلى البلاي اوف تشيس، حيث ان أول عشرة متسابقين يتأهلون مباشرة للمرحلة النهائية في حين يتم اختيار أفضل سائقان من اصحاب المراكز 11 حتى 20 وذلك عن طريقة صاحب أكبر عدد من الانتصارات في المرحلة الأولى.
 في عام 2016 اعلنت اللجنة المنظمة لسباقات الناسكار عن تعديل جدول النقاط حيث يحصل صاحب المركز الأول على 40 نقطة والثاني 39 والثالث 38 وهكذا بالإضافة إلى النقاط الإضافية فيحصل الفائز على 3 نقاط واي متصدر لسباق يحصل على نقطة إضافية وصاحب أكبر عدد لفات من التصدر يحصل على نقطة إضافية، وبهذا يمكن للفائز في أي سباق الحصول على 45 نقطة في حال كان هو صاحب أكبر عدد من الفات كمتصدر (40 نقطة المركز الأول + 3 نقاط كونه الفائز في سباق + نقطة واحده لانه تصدر لفه واحده+ نقطة واحده لانه تصدر أكبر عدد من اللفات = 45 نقطة)
 في عام 2024
في عام 2024 تم تعديل نظام النقاط المسموح بمنحها للسائقين بعد انتهاء السباق بحيث يحصل صاحب المركز الاول على 36 نقطة (+4) نقاط لانه المتصدر للسباق بمجموع 40 نقطة , اما صاحب المركز الثاني يحصل على 35 نقطة.وصاحب المركز الثالث يحصل على 34 نقطة. وبالتالي يكون النقاط الممنوحة تنازليا بمقدار نقطة الى ان يحصل صاحب المركز الاخير ع نقطة واحدة فقط علما بان المراكز 36 الى 40 تحصل على نقطة واحدة.
 قبل السباق الرسمي  هناك مرحلتين من السباق حيث يحصد اصحاب افضل 10 مراكز على نقاط لكل مرحلة
ومع نهاية كل مرحلة يحصد المركز الاول على 10 نقاط والثاني على 9 نقاط متناقصة بمقدار 1 نقطة حتى صحاب المركز العاشر الذي يحصد على نقطة واحدة .
هذه النقاط الناتجة من المرحلتين التي قبل السباق الرسمي تضاف برصيد السائق مع نهاية السباق الرسمي. فمثلا لو ان ( جوي لوجانوا) حصل على المركز الاول في المرحلة الاولى وكرر ذلك بالمركز الاول في المرحلة الثانية فأن مجموع النقاط التي حصل عليها هي 20 نقطة ( عشرة نقاط من كل مرحلة )،ولنفترض ان جوي لوجانوا فاز في السباق الرسمي ستكون النقاط الممنوحة له (10+10+40)بمجموع 60 نقطة

## نظام CHASE البلاي اوف
من عام 2004 إلى نهاية موسم 2010
وهي عبارة عن الطريقة لمعرفة بطل الموسم وذلك عن طريق تاهل أول 12 متسابق على سلم الترتيب العام وذلك بعد انتهاء المرحلة الأولى وهي 26 سباق، إذا نظام Chase يطبق اخر 10 سباقات حيث يتم مايلي
- إضافة 5.000 نقطة لكل سائق (يعني كل سائقين يدخلون إلى المرحلة الثانية متساوين بالنقاط وهو 5000 نقطة.
- إضافة 10 نقاط لكل سائق استطاع الفوز بأي سباق خلال المرحلة الأولى (مرحلة 26 سباق)
- من يجمع أكبر عدد من النقاط بعد الــ 10 سباقات هو بطل السلسلة.

 عام 2011 حتى 2014 
التأهل يكون لأول 10 متسابقين خلال المرحلة المنتظمة والتي تبلغ 26 سباق إلى المرحلة النهائية (البلاي اوف)والتي تبلغ 10 سباقات، يبقى مقعدين يتم اختيارهما حسب نظام بطاقة دعوة كالتالي:-
- السائقين الذين يتم اختيارهما شرط أساسي ان يكونا من ضمن المراكز 11 إلى 20 فلا يجوز اختيار سائق مركزه 21 مثلا.
- السائقين الذين يتم أختيارهما حسب نتائجهما في المرحلة الأولى فمن يحصل على أكثر عدد من الانتصارات سيكون في المرحلة النهائية.

وبعد اختيار الاثنين يكون عدد المتأهلين 12 سائق في المرحلة النهائية بحيث تكون نقاطهم كالتالي:-
- تصفير النتائج السابقة خلال (26 سباق) وإضافة 2000 نقطة لكل سائق (يعني كل سائقين يدخلون إلى المرحلة الثانية متساوين بالنقاط وهو 2000 نقطة).
- إضافة 3 نقاط لكل سائق استطاع الفوز بأي سباق خلال المرحلة الأولى (مرحلة 26 سباق) باستثناء المتأهلين من خلال بطاقة الدعوة فليس لهما نقاط اضافية لكل سباق استطاعو الفوز به.
- من يجمع أكبر عدد من النقاط بعد الــ 10 سباقات هو بطل السلسلة.

من عام 2014 
تم تعديل نظام البلاي اوف - المرحلة النهاية والتي تتكون من 10 سباقات و16 سائق يتنافسون فيما بينهم حيث تم تقسيم هذه المرحلة إلى 4 اقسام يتكون كل قسم من 3 سباقات ويتم اقصاء السائقين في كل مرحلة إلى ان يصل العدد إلى 4 سائقين يتنافسون على اللقب في المرحلة الأخيرة وتتكون من سباق واحد وهو السباق رقم (36) والأخير.
من عام 2016 
تم إضافة البلاي اوف لسلسلة اكس أنفتني والكامبينغ ورد
سلسلة (اكس فينيتي) : يعتبر نظام البلاي اوف لهذه السلسلة الفترة المهمة لتحديد بطل النسخة وتتكون من 7 سباقات و12 سائق ومع انتهاء كل مرحلة (3 سباقات) سيتم اقصاء اقل 4 متسابقين إلى ان يكون المرشحون للقب هم أفضل 4 متسابقين في الترتيب. ملاحظة أي سائق يفوز باي سباق في المرحلة الأولى أو الثانية تلقائيا يتأهل للمرحلة الجديدة.
سلسلة (الشاحنات): يعتبر نظام البلاي اوف لهذه السلسلة الفترة المهمة لتحديد بطل النسخة وتتكون من 7 سباقات و8 سائق ومع انتهاء كل مرحلة (3 سباقات) سيتم اقصاء اقل 2 من المتسابقين بعد إعادة التنقيط والرصيد لكل سائق. وسيكون التنافس على اللقب بين أفضل اربع سائقين في الترتيب.
لمزيد من المعلومات الانتقال إلى الموضوع الناسكار: حصريا... نظام البلاي اوف لكل من (Xfinity) وسلسلة (Truck) 

## مواضيع مهمة في سباقات الناسكار
- # الـمــاذا (Camber) في عالم الناسكار وما أهميته؟~
- # رياضيات الناسكار (البانكينغ Banking) ~
- # الأول باللغة العربية:- نظــام الأمان والسلامة في الناســـكار (1) ~
- # إمــا الامطــار أو سبــاق الناســـكار؟ ~
- # لغز وجود طائرة الهليكوبتر في سباقات الناسكار؟ ~
- الموســـم الســــــــادس والســـــــــتون (66) ~
- الموسوعة الأولى باللغة العربية عن سباقات الناسكار للمؤلف احمد يحيى سرحان